# The Squawkin' Hawk
Pour plus de détails, voir Fiche technique et Distribution.
The Squawkin' Hawk est un dessin animé américain de la série Merrie Melodies, réalisé par Chuck Jones sur un scénario de Tedd Pierce, et sorti en 1942. 

## Distribution
- Réalisation : Chuck Jones
- Scénario : Tedd Pierce
- Production : Leon Schlesinger Studios
- Musique originale : Carl W. Stalling
- Montage et technicien du son : Treg Brown (non crédité)
- Durée : 7 minutes
- Pays : États-Unis
- Langue : anglais
- Distribution : 1942 : Warner Bros. Pictures
- Format : 1,37 :1 Technicolor Mono
- Date de sortie : 
  - États-Unis : 8 août 1942

## Voix
- Mel Blanc :

## Animateurs
- Robert Cannon
- Virgil Ross (non crédité)
- Charles McKimson (non crédité)
- John Didrik Johnsen (décors) (non crédité)

## Musique
- Carl W. Stalling, directeur de la musique
- Milt Franklyn, orchestration (non crédité)